# Стебник (Польща)
Стебник — колишнє бойківське село над потоком Стебник, що лежало на південь від села Коростенко (пол. Krościenko). Після примусового виселення бойків 1951 року в селі ніхто не поселився і село припинило існування.

## Історія села
Стебник було королівським селом, засноване на волоському праві. Перша згадка про село датується 1509 роком. Входило до Перемишльської землі Руського воєводства. У 1515 князь Даміан Стебницький був крайником всіх сіл волоських, належних до стрвяжської землі. У першій половині XIX ст. в західній частині Стебника було засновано окреме німецьке поселення з назвою Штайнфельс (нім. Steinfels).
У 1772—1918 роках село було у складі Австро-Угорської монархії, у провінції Королівство Галичини та Володимирії. У 1873 році через село прокладена Перша угорсько-галицька залізниця. В 1880 році Стебник належав до Добромильського повіту, в селі налічувалось 34 будинки і 258 мешканців (230 греко-католиків і 28 юдеїв, усі себе вважали українцями), у Штайнфельсі були 21 будинок і 122 мешканці (21 греко-католик, 10 римо-католиків, 79 євангелістів і 12 юдеїв;, 21 українець, 10 поляків, 91 німець). У 1889 р. було збудовано дерев'яну церкву св. Луки, яка належала до парафії Нанове Устрицького деканату Перемишльської єпархії УГКЦ.
У міжвоєнний період входило до ґміни Кросьцєнко Добромильського повіту Львівського воєводства. У 1921 році у Стебнику налічувалось 48 будинків і 312 мешканців.
У 1939 році в селі мешкало 690 осіб (з них 470 українців, 50 поляків, 30 євреїв і 140 німців), причому в Стебнику 430 мешканців (з них 380 українців, 10 поляків, 30 євреїв і 10 німців), а у Штайнфельсі 260 мешканців (з них 90 українців, 40 поляків і 130 німців).
З 1940 по 1951 рік село належало до Хирівського району Дрогобицької області УРСР. В селян було забрано землю і майно, а самих загнано в колгосп «Новий шлях». У 1951 році після обміну територіями жителі (91 родина, 414 осіб) були виселені до колгоспів імені Калініна й імені Ворошилова в Олександрівському районі Донецької області, а будинки і церкву було знесено. Залишилося тільки кладовище в оточенні старих дерев, на якому збереглося сім надгробків.
У Стебнику колись був й незначний видобуток нафти. Копальні нафтової ропи існували тут до 1884 року.

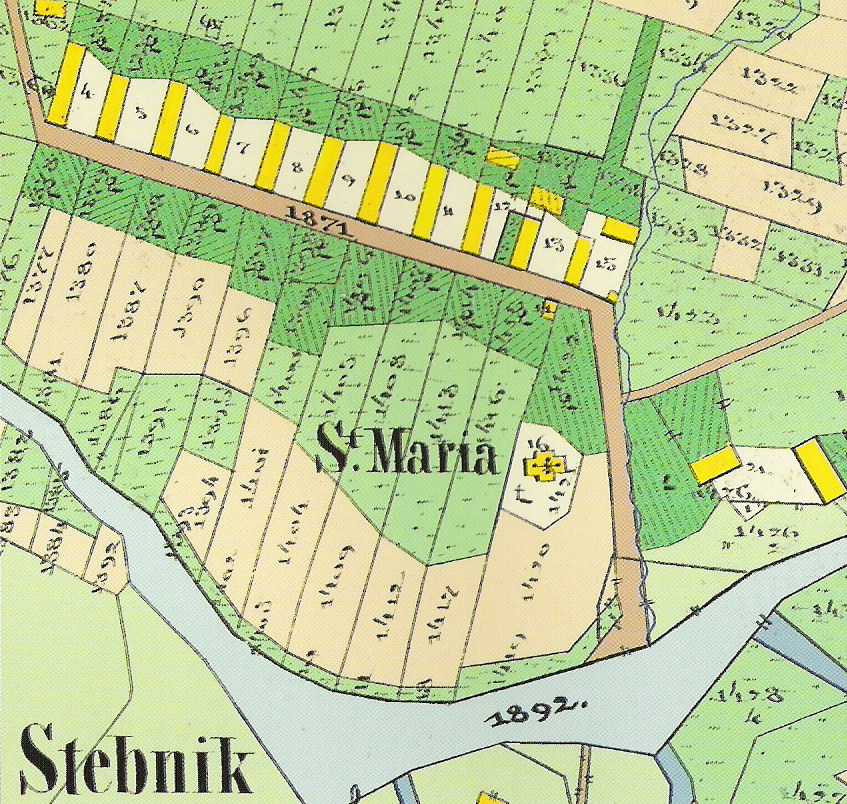
План забудови села Штайнфельц (Стебник) 1852
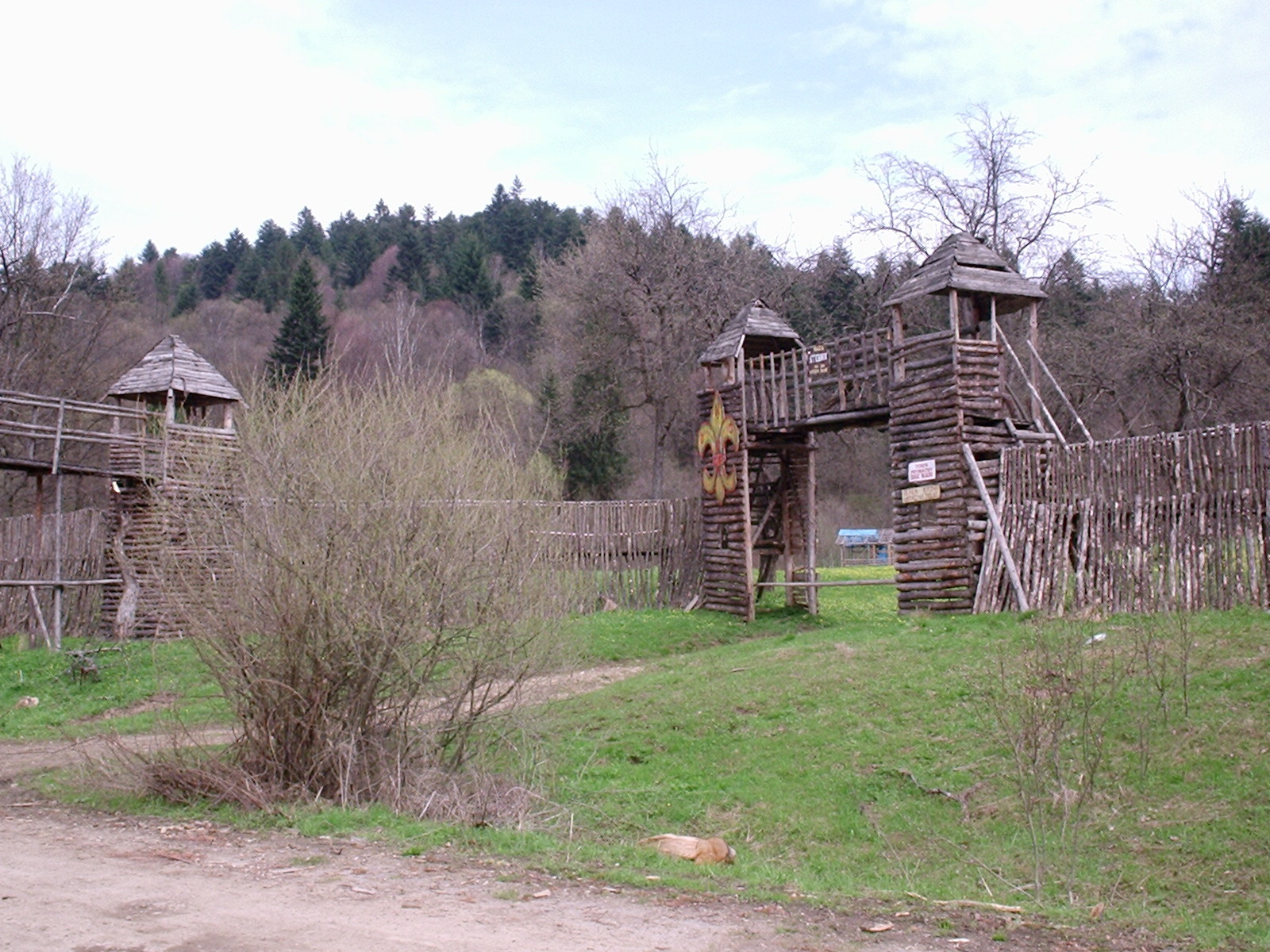
Вартова башта поблизу Штайнфельц